# 코눌라리아목
코눌라리아목(Conulariida)은 고생대, 혹은 선캄브리아대부터 중생대의 초반까지 서식하던 자포동물의 일종이다. 인산칼슘의 껍데기를 몸에 두른 생명체로, 바다 바닥에 얌전히 생활하는 저서성 생물이었을 것이다.

## 구조
코눌라리아목은 기본적으로 껍데기만이 화석으로 산출된다. 껍질 속에 있었던 말랑말랑한 속살은 화석이 되기 전에 썩어 없어졌기 때문이다. 중국의 에디아카라기 초기 화석 중 코눌라리아목과 유사한 것이 있는데, 촉수 여러 개가 뻗어나오는 형태의 속살이 압착된 탄질의 형태로 화석으로 남았다.
코눌라리아목의 껍데기는 일반적으로 네 개의 삼각형 면이 둘러싸는 피라미드 모양이다. 종류에 따라 옆면이 세 개나 여섯 개인 것도 있다. 피라미드의 꼭지점은 바닥에 닿았을 아래쪽 부분이고, 화석으로 자주 남지는 않으나 원형의 받침이 있어서 이로 바닥에 몸을 부착했다. 거센 물살에 원래의 꼭지점으로부터 떨어져 나간 개체는 그 끝이 뭉툭한 모양으로 다시 재생하기도 하는데, 그 뭉툭한 끝은 schott라 불린다. 그 반대인 위쪽 부분은 넓게 뻥 뚫려있는데, 코눌라리아목은 자포동물인 만큼 여기서 촉수가 튀어나와 먹이를 잡았으리라 생각된다. 껍데기는 대개 2~20cm 사이로 자라고, 가장 큰 것은 50cm가 넘는다.
옆면의 표면을 보면 가로줄이 한없이 나 있다. 이 가로줄은 직선이 아니고, 위쪽을 향해 구부러져 있다. 가로줄은 밖으로 튀어나오는 주름의 형태를 띠며, 그 위에 돌기가 줄줄이 나기도 한다. 각 옆면이 만나는 모서리는 밖으로 뾰족하지 않고, 되려 안쪽으로 오목하게 파여 있다.
옆면은 위쪽 입구에서 그대로 끝나지 않고, 껍데기가 위쪽으로 세모를 이루며 더 나 있다. 이것이 크게 발달한 종류는 위로 자란 껍데기를 접어서 입구를 닫는 덮개로 썼다. 이 주변에는 껍데기가 아직 붙지 않은 연조직이 마치 종이접기와 같이 접혀 입구를 덮었다고도 여겨진다.

## 한국의 코눌라리아목
대한민국의 코눌라리아목은 일제강점기에 두무골층의 세르풀리테스 루에데만니(Serpulites ruedemanni, 현재는 스페노탈루스Sphenothallus의 일종으로 봄)가 보고된 것이 따지고 보면 최초이나, 이는 현재 코눌라리아목으로 여겨지지 않는다.
실질적인 최초는 광복 이후 강원도 영월군의 금천층에서 산출된 석탄기 연대의 파라코눌라리아 금천엔시스(Paraconularia geumcheonensis)이다. 그 이후, 영월군의 오르도비스기 지층인 영흥층에서 클리마코코누스(Climacoconus sp.)가 보고되었다.